# Umbriatico (stolica tytularna)
Umbriatico (łac.  Umbriaticensis, wł. Umbriatico) – stolica historycznej diecezji w Italii erygowanej w roku 1030, a włączonej w skład archidiecezji Santa Severina w roku 1818. 
Współczesne miasto Umbriatico w prowincji Krotona we Włoszech. Obecnie katolickie biskupstwo tytularne ustanowione w 1969 przez papieża Pawła VI. 

## Biskupi tytularni
| Lp. | Biskup                    | Funkcja                                        | Od                | Do                  |
| --- | ------------------------- | ---------------------------------------------- | ----------------- | ------------------- |
| 1   | James Vincent Pardy       | emerytowany biskup Cheongju (Korea Południowa) | 7 czerwca 1969    | 18 kwietnia 1972    |
| 2   | René Joseph Rakotondrabé  | biskup pomocniczy Tuléar (Madagaskar)          | 25 marca 1972     | 28 lutego 1974      |
| 3   | Joseph Hisajiro Matsunaga | biskup pomocniczy Nagasaki (Japonia)           | 10 listopada 1977 | 6 października 1990 |
| 4   | Malcolm Ranjith           | nuncjusz apostolski, urzędnik Kurii Rzymskiej  | 29 kwietnia 2004  | 16 czerwca 2009     |
| 5   | Santo Gangemi             | nuncjusz apostolski                            | 27 stycznia 2012  |                     |